# 云秀桐
云秀桐（1907年—1959年），女，蒙古族，内蒙古土默特左旗人，中国政治人物，第二、三届全国政协委员。

## 家庭
丈夫云继先。